# Sandy Dujardin
Pour les articles homonymes, voir Dujardin.
Sandy Dujardin (né le 29 mai 1997) à Mont-Saint-Aignan est un coureur cycliste français, membre de l'équipe cycliste TotalEnergies.

## Biographie
En 2023, Dujardin obtient en mai plusieurs tops 10 dont la deuxième place du Tour du Finistère. En septembre, dixième de la Bretagne Classic, il fait partie de l'équipe de France lors de la course en ligne des Championnats d'Europe qui est remportée par Christophe Laporte. Le 1er octobre, il se classe au sprint troisième du Tour de Vendée, bénéficiant pour l'occasion du soutien pour sa dernière course sur route en carrière de Peter Sagan en tant que poisson-pilote.

## Palmarès sur route

### Palmarès amateur
- 2018
  - 2e du Circuit boussaquin
- 2019
  - 1re étape du Tour du Loiret
  - 1re étape du Tour de l'Ardèche Méridionale
  - 2e du Tour du Pays Saint-Pourcinois
  - 3e du Grand Prix de Bras
  - 3e de la Nuitée Cycliste de la Londe-les-Maures
- 2020
  - Grand Prix du Pays d'Aix
  - 3e du Prix des Vendanges - Maisonnais
  - 3e de Paris-Chalette-Vierzon
  - 3e de Dijon-Auxonne-Dijon
  - 3e du Grand Prix Midi Prim
- 2021
  - Circuit de l'Essor
  - Grand Prix de Buxerolles
  - Bordeaux-Saintes
  - Route bretonne
  - Jard-Les Herbiers
  - 2e du Grand Prix de Plouay amateurs
  - 2e du Tour du Jura Suisse
  - 3e du Circuit des Communes de la Vallée du Bédat
  - 3e du Circuit des Deux Provinces
  - 3e de l'Estivale bretonne
  - 3e de Paris-Connerré

### Palmarès professionnel
- 2022
  - 2e étape du Tour du Rwanda
  - 3e de la Roue Tourangelle
  - 3e du Tour du Finistère
- 2023
  - 2e du Tour du Finistère
  - 3e du Tour de Vendée
  - 10e de la Bretagne Classic
- 2024
  - 2e de la Route Adélie de Vitré
- 2025
  - 2e de la Polynormande

### Résultats sur les grands tours

#### Tour de France
1 participation
- 2024 : 132e

### Classements mondiaux
| Année                                 | 2021  | 2022 | 2023 | 2024 |
| ------------------------------------- | ----- | ---- | ---- | ---- |
| Classement mondial                    | 2339e | 138e | 209e | 316e |
| UCI Europe Tour                       | 1561e | 115e | nc   | nc   |
|                                       |       |      |      |      |
| Légende : nc = non classéSource : UCI |       |      |      |      |

## Palmarès en cyclo-cross
- 2023-2024
  - Coupe de France #1, Quelneuc